# Luigi Cherubini
Luigi Maria Cherubini (Florença, 14 de setembro de 1760 — Paris, 15 de março de 1842) foi um compositor Italiano que viveu e trabalhou em França.

## Biografia
Há incerteza sobre sua data exata do nascimento. Embora 14 de setembro é por vezes afirmado, a prova dos registros batismais de Cherubini se sugere a 8 está correto. Talvez a evidência mais forte é o seu primeiro nome, Maria, que é tradicional para uma criança nascida em 8 de Setembro, dia da festa da Natividade da Virgem. Seu nome italiano aparece com mais freqüência em revistas modernas e em gravações. No entanto, após 1790, adotou a versão francesa do seu nome, Marie Louis Charles Zenobi Salvador Cherubini, que aparece em todos os documentos existentes que mostrem seu nome completo após essa data.
Sua instrução na música começou com seis anos de idade com seu pai, Bartolomeo. Considerada uma criança prodígio, Luigi estudou contraponto estilo e dramático em uma idade precoce. Até ao momento tinha treze anos, e compôs várias obras religiosas. Em 1780 foi premiado com uma bolsa de estudos pelo Grão-Duque da Toscana para estudar música em Bolonha e Milão.
Cherubini escreveu cedo ópera com libretos usados por Apostolo Zeno, Metastasio (Pietro Trapassi), e outros que adere ao padrão das convenções dramáticas. Sua música foi fortemente influenciada por Niccolò Jommelli, Tommaso Traetta e Antonio Sacchini, que eram os principais compositores da época. Sua única obra em quadrinhos, Lo sposo di tre e marito di nessuna, estreou em Veneza em Novembro de 1783.
Sentindo-se constrangido por tradições italianas e ansioso para experimentar, Cherubini viajou para Londres em 1785, onde produziu duas óperas sérias e uma ópera-bufa para o Teatro do rei. No mesmo ano, ele fez uma excursão a Paris com seu amigo Gianbattista Viotti, que lhe presenteou à Maria Antonieta e à sociedade parisiense. Cherubini recebeu a importante encomenda para escrever Demofonte de um libreto em francês de Jean-François Marmontel, que seria o sua primeira tragédie en musique. exceção de uma breve viagem de regresso a Londres e de Turim para uma ópera encomendada pelo rei da Casa de Saboia, Cherubini passou o resto de sua vida na França.
Apresentações de Demofonte foram acolhidas na Grand Opera, em 1788. Com a ajuda de Viotti, o Théâtre de Monsieur no Tuileries Cherubini foi nomeado como seu diretor em 1789, e três anos depois, ele avançou para a Feydeau Théâtre. Isso lhe deu a oportunidade de ler inúmeros libretos e escolher aquele que melhor se adaptem ao seu temperamento. A música de Cherubini começou a mostrar mais originalidade e ousadia. Seu primeiro grande sucesso aqui foi Lodoïska (1791), que era admirada por seu heroísmo realista. Isto foi seguido por Elisa (1794), situado no Alpes suíços e Médée (1797), que é o trabalho mais conhecido de Cherubini. Les deux journées (1800), no qual Cherubini simplifica seu estilo, foi um sucesso popular. Estas e outras óperas foram estreadas no Teatro Feydeau ou na Ópera-Comique. Sentindo-se financeiramente seguro, casou com Anne Cécile Tourette em 1794 e começou uma família que teve três filhos.
A precipitação da Revolução Francesa teve um efeito importante sobre Cherubini até ao final de sua vida. A política obrigou a esconder suas ligações com a antiga aristocracia e procurar compromissos governamentais. Napoleão encontrou-o demasiado complexo para o seu gosto, no entanto, Cherubini escreveu pelo menos um trabalho patriótico por ano para mais de uma década. Ele foi nomeado diretor de Napoleão da música em Viena por parte de 1805 e 1806, sendo ele conduzido várias de suas obras nessa cidade.
Após Les deux journées, o público parisiense começou a favorecer os compositores mais jovens, tais como Boieldieu. A ópera-balé  de Cherubini  Anacréon foi um fracasso total e obras mais palco depois de não conseguir o sucesso. Faniska, produzida em 1806, foi uma exceção, recebendo uma resposta entusiástica, em especial, por Haydn e Beethoven. Les Abencérages (1813), um drama heróico passa na Espanha durante os últimos dias do mourisco reino de Granada, foi a tentativa de Cherubini para competir com o La Vestale de Spontini. Trouxe ao compositor elogios da crítica, mas poucas apresentações.
Decepcionado com a falta de aplauso no teatro, Cherubini dedicou-se cada vez mais à música sacra, a escrever sete missas, dois requiems e muitas peças mais curtas. Durante este período, foi também nomeado surintendant de la musique du roi sob a monarquia restaurada. Foi uma posição que manteve até à queda da dinastia de Bourbon na Revolução de Julho de 1830. A London Philharmonic Society encomendou-lhe a escrita de uma sinfonia, uma abertura, e uma composição para coro e orquestra, em 1815. Os desempenhos de que ele foi especialmente capaz para Londres aumentaram a sua fama internacional.
O Requiem em Dó menor (1816) de Cherubini, comemorou o aniversário da execução do rei Luis XVI da França, foi um enorme sucesso. O trabalho foi muito admirado por Beethoven, Schumann e Brahms. Em 1836, Cherubini escreveu um Requiem em Ré Menor para ser executado em seu próprio funeral. É para coro masculino, já que as autoridades religiosas havia criticado o uso de vozes femininas na obra anterior.
Embora a música de câmara não fez uma grande parte de sua produção, o que ele fez escrever era importante. Wilhelm Altmann, escrevendo em seu Handbuch für Streichquartettspielers (Players Handbook for String Quartet) sobre Cherubini seis quartetos de cordas, afirma que taxa eles estão em primeiro lugar e N º s 1 e 3, consideradas como obras-primas. Sua String Quintet para dois violinos, viola e dois violoncelos também é considerado um trabalho de primeira.
Em 1822, Cherubini tornou-se diretor do Conservatório de Paris e terminou seu livro, Cours de Contrepoint et de fuga, em 1835. Seu papel no Conservatório lhe traria em conflito com os novos Hector Berlioz, que passou a retratar o compositor como um pedante velho excêntrico em suas memórias. Alguns críticos, tais como Basil Deane, manter essa representação de Berlioz tem imagem distorcida de Cherubini com a posteridade. Há muitas alusões à irritabilidade pessoal Cherubini entre os seus contemporâneos; Adolphe Adam escreveu, "alguns sustentam seu temperamento era muito mesmo, porque ele sempre estava com raiva." Não obstante, Cherubini tinha muitos amigos, incluindo Gioacchino Rossini, Frédéric Chopin e, acima de tudo, o artista Ingres. Os dois tinham interesses comuns: Cherubini foi um pintor amador e Ingres apreciava praticando o violino. Em 1841, Ingres produziu o retrato mais célebre do compositor de idade.
Durante sua vida, Cherubini recebeu maiores e mais prestigiosa homenagens da França. Estas incluíram a Chevalier de la Legião de Honra (1814) e Membre de l'Académie des Beaux-Arts (1815). Em 1841, ele foi feito Commandeur de la Légion d'honneur, o primeiro músico a receber esse título.
Cherubini morreu em Paris aos 81 anos e foi enterrado no cemitério do Père Lachaise, a apenas quatro metros de seu amigo Chopin. Seu túmulo foi projetado pelo arquiteto Achille Leclère e inclui uma figura que representa "Music", coroando um busto do compositor com uma coroa de flores pelo escultor Augustin Dumont.

## Trabalhos

### Óperas
- Démophoon (1788).
- Lodoïska (1791).
- Éliza (1794).
- Médée (1797).
- L'hôtellerie portugaise (1798).
- Les deux journées (1800).
- Anacréon (1803).
- Faniska (1806).
- Pimmalione (1809).
- Le crescendo (1810).
- Les Abencérages (1813).
- Ali Baba (1833).

### Música sacra

#### Missas
- Five masses: (1773–1776) (lost).
- Missa em Si bemol maior, Messe solennelle breve (primeira) (–?–).
- Missa em LÁ major for Three Voices (1808–1809).
- Missa em Fá maior, Messe de Chimay (1808-1809).
- Missa in d minor, Messe solennelle (segunda) (1811)
- Missa solemnis in d minor, Per il Principe Esteházy (1811).
- Missa em Dó major (1816).
- Missa em Sol maior para a coroação de  Luis XVIII. (1816-1819).
- Missa solemnis em Mi maior (1818).
- Missa in Lá maior, Messe solennelle (terceira), para a coroação de Carlos X (1825).

#### Requiem
- Requiem em dó menor para coro misto. Escrito em memória de Luis XVI da França (1816).
- Requiem em ré menor para coro masculino. Escrito para o seu próprio funeral funeral (1836).

### Motetos & outras peças corais
- 38 motetos.
- Hymne du Pantheon.

### Música de câmara
- Quarteto de Cordas No.1 em Mi bemol Maior, (1814).
- Quarteto de Cordas No.2 em Dó Major, (1829). Esta é uma transcrição da sua Sinfonia em Ré Maior com um segundo movimento novo.
- Quarteto de Cordas No.3 em ré menor, (1834).
- Quarteto de Cordas No.4 em Mi Maior, (1835).
- Quarteto de Cordas No.5 em Fa Maior, (1835).
- Quarteto de Cordas No.6 em lá menor, (1837).
- Quarteto de Cordas (2 violinos, viola & 2 violoncelos) em mi menor (1837).

### Outras composições
- Inclui uma sinfonia, cantata, abertura, e Hymne au printemps ("Hino para Cordas") para a Sociedade Filarmônica de Londes (1815).